# Lacus

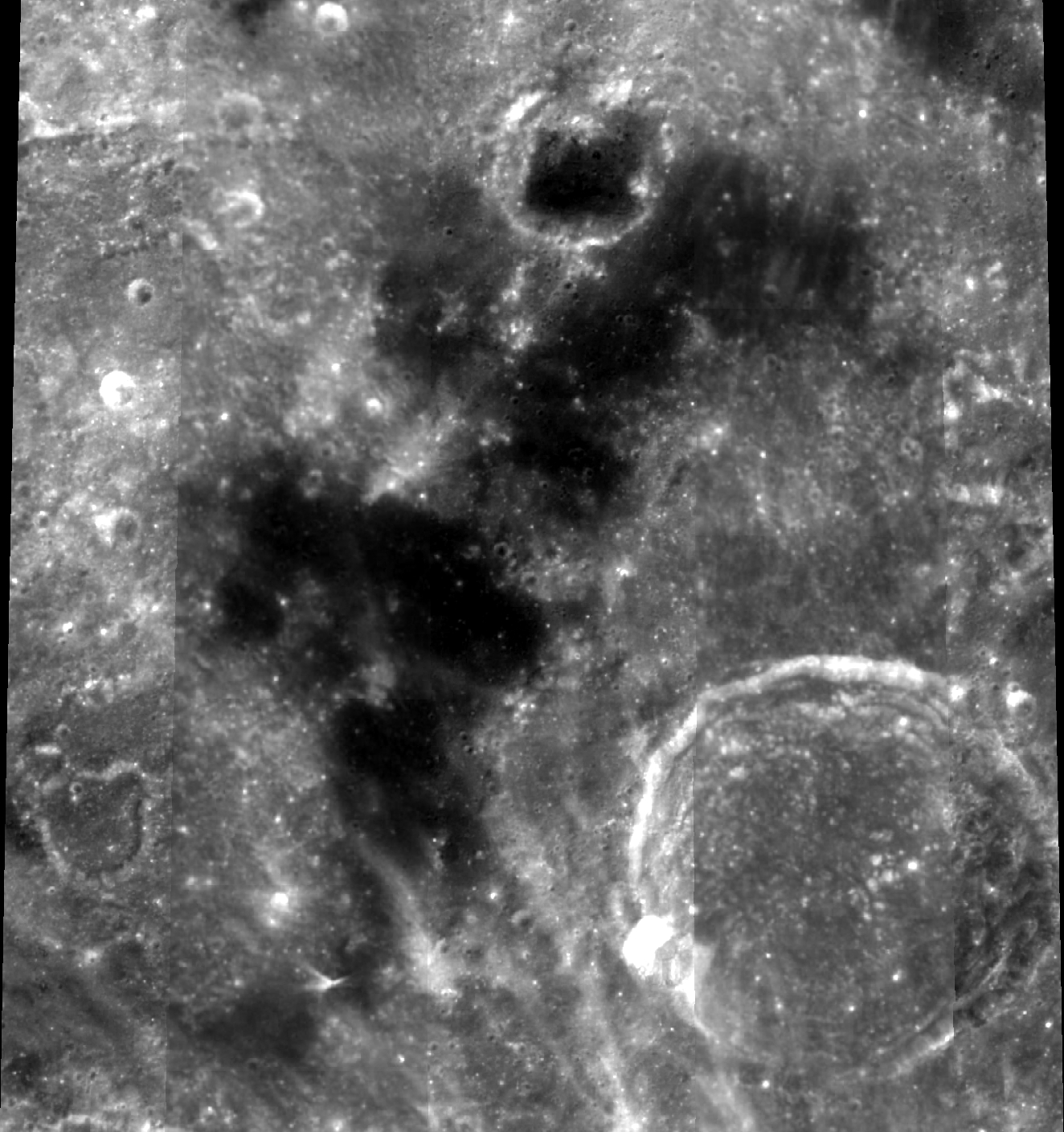
Vue de Lacus Bonitatis (Lune).

En exogéologie, un lacus désigne une formation topographique en forme de « lac », qu'il s'agisse d'une petite plaine uniformément sombre (sur la Lune et sur Mars) ou d'une véritable étendue liquide (sur le satellite Titan de la planète Saturne). Les lacs de Titan ne sont pas constitués d'eau, mais d'hydrocarbures légers mélangés à de l'azote liquide sous une pression d'environ 147 kPa (1,45 atm) et une température ne dépassant pas 85 K (de l'ordre de −190 °C).